# Либертарианский консерватизм
Либертариа́нский консервати́зм, палеолибертарианство, консервати́вное либертариа́нство или фузиони́зм — правое политическое течение, которое стремится объединить либертарианские и консервативные идеи, то есть пытается развить идею сохранения традиций и сохранения консервативного курса развития, при этом сохраняя индивидуальную свободу отдельного человека. Франк Мейер, один из основателей журнала National Review, назвал эту комбинацию «фузионизмом». Но те, кого называют «консервативными либертарианцами», могут быть не согласны друг с другом во многих аспектах, в таких вопросах как миграция, общественная собственность, военное вмешательство, политический реформизм, конституционализм, сепаратизм и т. д.
Большинство либертарианских консерваторов являются сторонниками республики и демократии налогоплательщиков. Республику либертарианские консерваторы понимают как власть закона, которую они противопоставляют демократии — власти толпы (охлоса). В этом они являются последовательными продолжателями идей американских отцов-основателей.

## История
В интервью газете Reason в 1975 году Рональд Рейган заявил:

Верю, что сердце и душа консерватизма — это либертарианство.
Оригинальный текст (англ.)Believe the very heart and soul of conservatism is libertarianism.

Однако некоторые либертарианцы критиковали Рейгана за то, что он сам лично стоял не на либертариантских позициях. Многие либертарианцы-консерваторы, такие как бывший конгрессмен Рон Пол, являются членами Республиканской партии. Они самоидентифицируют себя как либертарианцы-республиканцы.
Большой вклад в изучение и составление понятия либертарианского консерватизма сделали такие философы, политологи и медийные лица, как Энтони Грэгори, Томас Дилоренцо, Лео Роквэлл, Ганс-Герман Хоппе, Гленн Бек, Лаура Ингрэм, Энн Коултер, С. Э. Капп, Уолтер Блок.
Бывший конгрессмен Рон Пол и его сын сенатор Рэнд Пол характеризуются как сочетающие либертарианские и консервативные идеи «малого правительства».

## Политическое представительство и сообщества
Больше всего сторонников именно этой идеологии на данный момент среди американских республиканцев.